# Capurodendron greveanum
Capurodendron greveanum är en tvåhjärtbladig växtart som beskrevs av Aubrev. Capurodendron greveanum ingår i släktet Capurodendron och familjen Sapotaceae. Inga underarter finns listade i Catalogue of Life.